# Маньи, Эржебет
Эржебет Маньи (венг. Mányi Erzsébet; 30 ноября 1937, Ракошсентмихай — 2 февраля 1957, Бекешчаба) — венгерская девушка-служащая, участница антикоммунистического Венгерского восстания 1956 года. Одна из шести женщин, казнённых после подавления (младшая из них по возрасту). В современной Венгрии считается героиней революции.

## Конфликты с государством
Родилась в крестьянской семье. Училась на экономиста. Работала телефонным диспетчером в системе МВД ВНР.
После ареста своего отца способствовала его освобождению путём подделки документов. Несколько месяцев провела в тюрьме, потом ещё раз осуждена за кражу.

## Участие в восстании
23 октября 1956 года Эржебет Маньи была освобождена антикоммунистическим Венгерским восстанием. Уехала из Будапешта в Сегед, затем Бекешчабу.
Эржебет Маньи продолжала борьбу после ноябрьского подавления в Будапеште. Присоединилась к повстанческой группе отставного офицера Михая Фаркаша в городе Дьюла. 17 декабря 1956 года участвовала в захвате оружия в пограничной казарме.
Акция в Дьюле была быстро подавлена, участники арестованы и преданы суду. Имеются данные, что Михай Фаркаш и Эржебет Маньи подвергались жестоким избиениям. Оба они были приговорены к смертной казни. Приговор был приведён в исполнение 2 февраля 1957 в Бекешчабе.

## Память
В современной Венгрии Эржебет Маньи считается героиней и мученицей революции. Её имя значится на памятном знаке, установленном в Пассаже Корвина 5 декабря 2012 года Всемирной ассоциацией венгерских борцов за свободу — перечислены шесть венгерских женщин, казнённых после подавления восстания.